# 향음주례지도
향음주례지도(鄕飮酒禮之圖)는 대한민국 전북특별자치도 정읍시 정읍시립박물관이 소장 중인 그림이다. 2020년 11월 27일 정읍시의 향토문화유산 제17호로 지정되었다.

## 개요
향음주례(鄕飮酒禮)는 매년 음력 10월 향촌의 선비 · 유생들이 향교 · 서원 등에 모여 학덕과 연륜이 높은 이를 주빈으로 모시고 술을 마시며 잔치를 하는 일종의 유교의례를 말한다. <향음주례지도(鄕飮酒禮之圖)>는 향음주례의 과정과 모습을 쉽게 표현한 종이 위에 그린 그림으로, 크기는 가로 56.5cm, 세로 86cm이다.